# Blíživští z Blíživy
Blíživští z Blíživy, také z Blíživé nebo z Blíživa byl český šlechtický rod vladyků a později rytířů, pocházející z jihozápadních Čech a doložený od 14. do 17. století.

## Historie
Prvními písemně doloženými příslušníky rodu byli tři bratři Uha, Sdenek a  Beneda "de Bliznia", kteří listinou z roku 1324 prohlašují, že jejich sestra Daruše nemá žádná práva na ves Lešina, kterou její manžel Buško se svými bratry prodal Chotěšovskému klášteru. Svůj původ odvozovali Blíživští od vsi Blíživa/Blíživá, později psané ve tvaru Blížejov, u Horšovského Týna, kde byl jako první doložen Hroch z Blíživa, v letech 1379–1402 jako patron kostela.

## Významní členové rodu
- Beneš z Blíživy, rytíř a poustevník, kolem roku 1540 [3]
- Ludmila Blíživská z Blíživy, nejvýznamnější žena rodu, řeholnice řádu benediktinek, v letech 1550–1562 abatyše kláštera sv. Jiří na Pražském hradě, titulovaná a korunovaná kněžna, což byl výhradní a dědičný titul všech svatojiřských abatyší. Převzala vedení kláštera po velkém požáru Pražského hradu a Malé Strany (1541) a musela řešit opravy budov.

Roku 1587 zemřel Jan Blíživský z Těchobuzi.
Bratři Jiří, Jan, Hynek, Fridrich a Adam byli v době předbělohorské věrnými katolíky a drželi drobná panství ve středních Čechách a na Královéhradecku.
Posledními příslušníky rodu byli bratři Jiřík (zabit † 1615)  a  Václav Heraklius z Kumburku a Blíživy; ten byl roku 1611 králem Matyášem pasován na rytíře a jako katolík roku 1623 získal z konfiskátu statek Zvíkovec na Plzeňsku, který roku 1633 prodal.

## Erb
Měli ve štítu jelení parohy s růžky dovnitř obrácenými.